# Зонтичные птицы
Зонтичные птицы, или головачи (лат. Cephalopterus) — род воробьиных птиц из семейства котинговых. Включает 3 вида, обитающих в Южной Америке.

## Виды
- Cephalopterus glabricollis Gould, 1851 — Голошейная зонтичная птица
- Cephalopterus ornatus E.Geoffroy, 1809 — Амазонская зонтичная птица
- Cephalopterus penduliger Sclater, 1859 — Эквадорская зонтичная птица

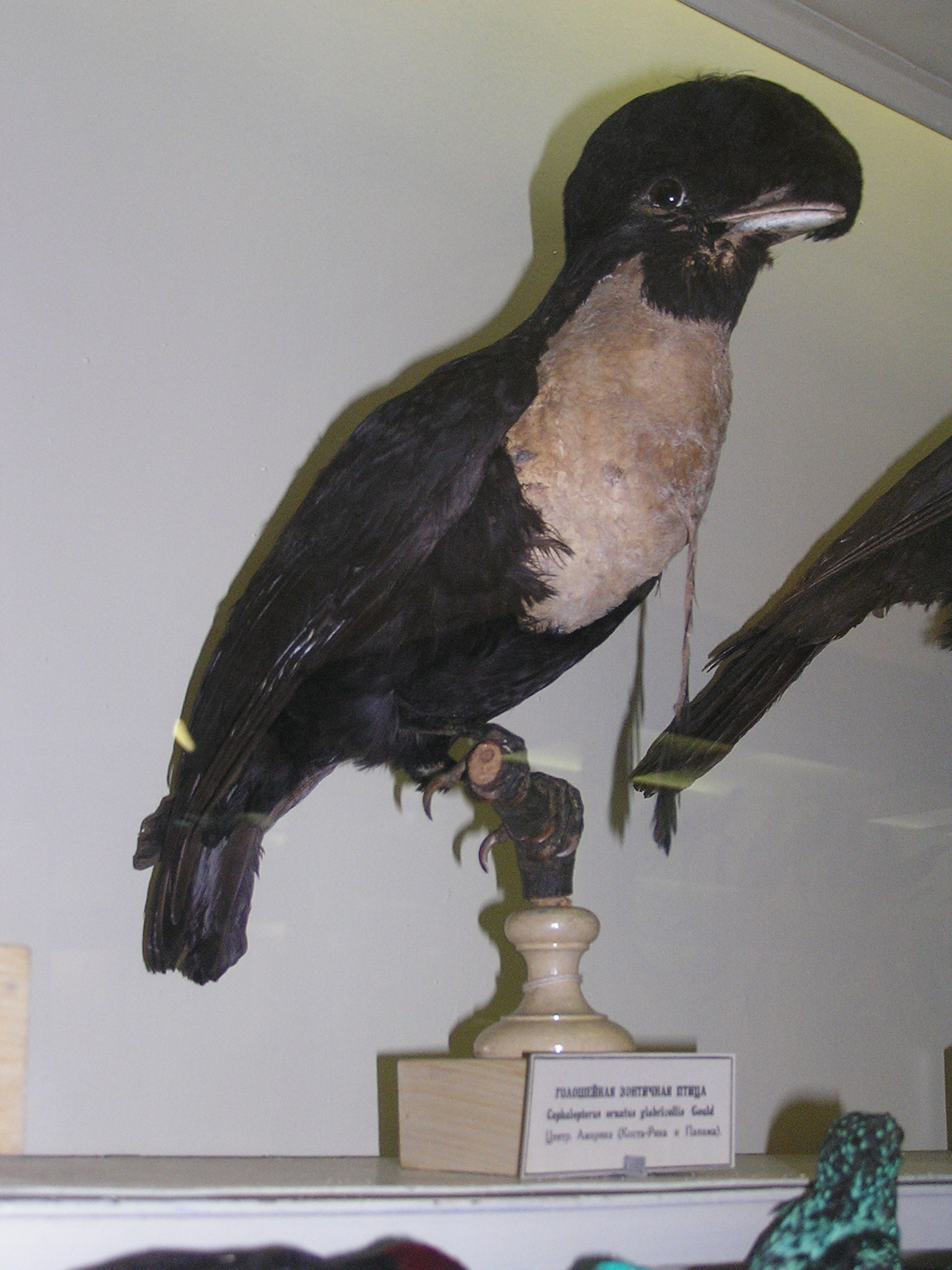
Голошейная зонтичная птица
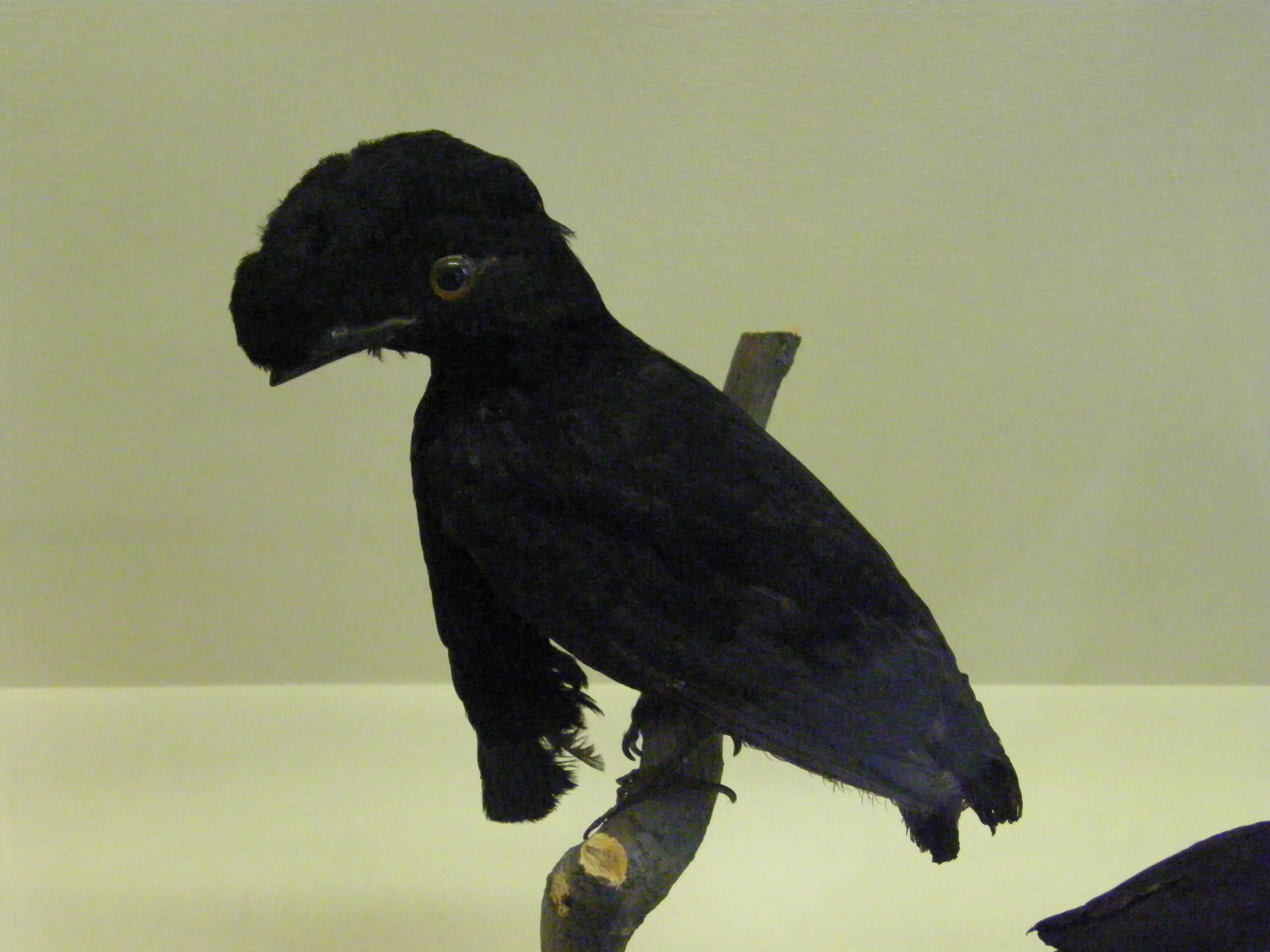
Эквадорская зонтичная птица